# Ingo Grausam
Ingo Grausam (...) è un ex schermidore tedesco, specialista della spada.

## Palmarès
In carriera ha conseguito i seguenti risultati:
- Europei di scherma

1991 - Vienna: oro nel spada a squadre.